# لورين كوبلاند
لورين كوبلاند (بالإنجليزية: Lorraine Copeland)‏ (و. 1921 – 2013 م) هي عالمة الإنسان، وعالمة آثار، ومؤرخة عصور ما قبل التاريخ بريطانية، توفيت في دوردونيي، عن عمر يناهز 92 عاماً.

## التعليم
تعلمت في Wycombe Abbey ‏.

## جوائز
حصلت على جوائز منها:
- قائد الفنون والآداب (17 يناير 2013)[4]
- جائزة المنافسة العامة  [لغات أخرى]‏ (1946)